# Cantón de Grasse-Sur
El cantón de Grasse-Sur era una división administrativa francesa que estaba situada en el departamento de Alpes Marítimos y la región de Provenza-Alpes-Costa Azul.

## Composición
El cantón estaba formado por dos comunas más una fracción de la comuna que le da su nombre:
- Auribeau-sur-Siagne
- Grasse (fracción)
- Pégomas

## Supresión del cantón de Grasse-Sur
En aplicación del Decreto nº 2014-227 de 24 de febrero de 2014, el cantón de Grasse-Sur fue suprimido el 22 de marzo de 2015 y sus 3 comunas pasaron a formar parte del nuevo cantón de Grasse-2.